# Pittura metafisica
La pittura metafisica è stata una corrente pittorica d'avanguardia del XX secolo, sorta nell'ambito della cultura italiana, che ha inteso rappresentare gli oggetti in maniera nitida e statica, ma andando oltre il loro aspetto meramente fisico-realistico.

Francobollo della Repubblica di San Marino che riproduce il dipinto Le muse inquietanti di Giorgio de Chirico.

In tal senso essa potrebbe alludere al significato di metafisica, ossia la disciplina filosofica che mira a cogliere l'essenza situata oltre l'apparenza fisica della realtà, al di là dell'esperienza dei sensi. L'immobilità da cui è caratterizzata ne fa una corrente opposta in un certo senso alla dinamicità del futurismo. In essa prevalgono inoltre atmosfere oniriche da cui ha tratto ispirazione ad esempio il surrealismo.
Il pittore Giorgio de Chirico, durante il suo soggiorno a Parigi tra il 1911 e il 1915, usa per primo questo appellativo sia parlando di luoghi, sia di dipinti propri e delle opere dei grandi maestri del passato; anche il fratello Alberto Savinio (Andrea de Chirico) ebbe fin dall'inizio della sua attività artistica un ruolo importantissimo nella creazione della poetica metafisica.

## Rivelazioni ed Enigmi - Parigi
La genesi della pittura metafisica è individuabile nel quadro di Giorgio de Chirico L'enigma di un pomeriggio d'autunno del 1910, citato dal pittore stesso in un suo manoscritto parigino del 1912.
A Parigi i fratelli de Chirico entrano in contatto con gli esponenti delle avanguardie artistiche del novecento e con le loro opere del 1912, 1913 e 1914 contribuiscono ad anticipare la crisi che avrebbe condotto all'enorme cambiamento di clima intellettuale ed estetico che prese corpo durante la prima guerra mondiale.
Nel 1913 Guillaume Apollinaire su "L'Intransigeant" del 9 ottobre scrive:
Alla fine di febbraio del 1914 arrivano a Parigi Carlo Carrà, Ardengo Soffici e Giovanni Papini. Soffici avrà modo di conoscere de Chirico e Savinio e scriverà sulla rivista Lacerba (1º luglio 1914) l'articolo che segna la sua "conversione" all'arte metafisica. Alberto Savinio in precedenza (15 aprile) aveva pubblicato nel n° 23 delle "Soirées de Paris" un testo teorico sulla musica (Le drame e la musique) allargando il discorso in un tentativo di definizione della "metafisica moderna" nelle arti.

## Ferrara - La scuola metafisica

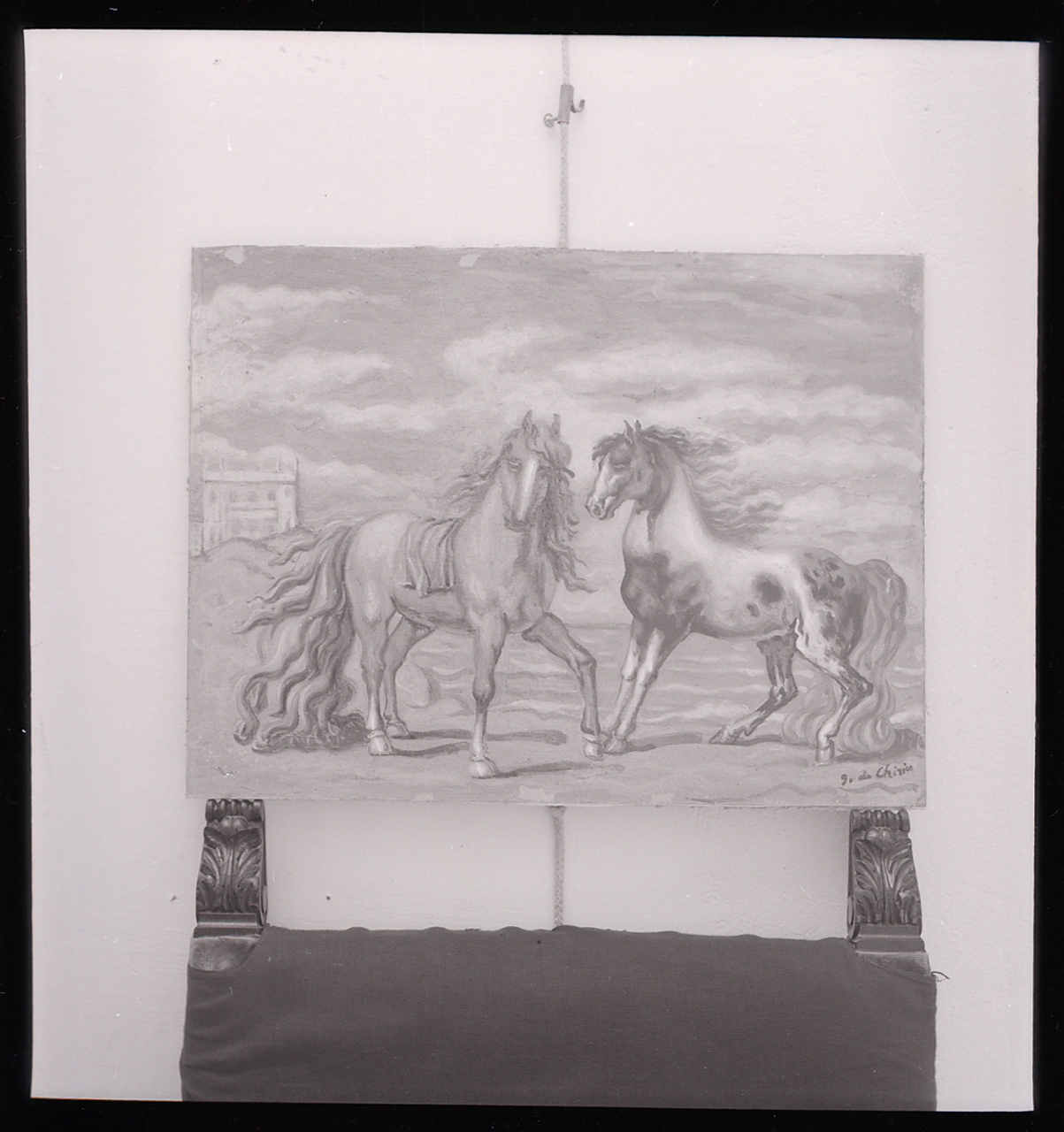
G.de Chirico
Cavalli
in una fotografia di Paolo Monti. Fondo Paolo Monti, BEIC

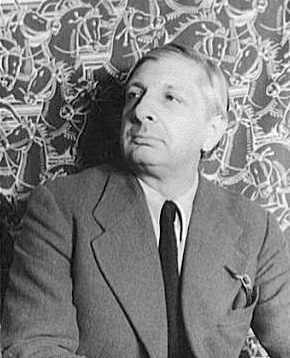
Giorgio de Chirico

Nel giugno del 1915 Alberto Savinio e Giorgio de Chirico arruolati nell'esercito italiano giungono a Ferrara dopo essere passati per Torino e Firenze e stabiliscono contatti con Ardengo Soffici e Giovanni Papini in Italia e, a Parigi, con il mercante d'arte e collezionista Paul Guillaume. Dal 1916 riprenderanno i contatti epistolari con Apollinaire e nello stesso anno avviene l'incontro con il giovane intellettuale ferrarese Filippo de Pisis.
In questo periodo fra i due fratelli de Chirico e Soffici si realizza una stretta comunanza di idee e di intenti nel delineare la nascita della nuova strategia culturale ed in questo quadro, dalla fine di marzo del 1917, preceduto da un fitto scambio di lettere ansiose dell'evento, si inserisce l'incontro con Carlo Carrà allora militare a Pieve di Cento.
Fino a quel momento Carrà aveva percorso le strade del divisionismo, del futurismo (era stato molto amico di Boccioni, morto da poco tempo) e, dopo il soggiorno parigino ed il contatto con le avanguardie artistiche, stava esprimendo una personale pittura vicina al primitivismo.
La "scuola metafisica", oltre che dall'entusiasmo dei protagonisti, nasce anche da una inaspettata coincidenza: sia de Chirico che Carrà, ai primi di aprile del 1917, vengono inviati in convalescenza all'ospedale neurologico Villa del Seminario nella campagna ferrarese, coltivata a canapa. Entrambi vi soggiornarono fino alla metà di agosto, nel frattempo Savinio era stato inviato a Salonicco, in Macedonia, come interprete.
Carrà fu esonerato dal servizio militare e ritornò a Milano portando con sé alcune tele di de Chirico, che rimase a Ferrara solo.
Il 18 dicembre del 1917 a Milano, alla galleria Paolo Chini, Carrà inaugurava una sua grande personale dove erano presenti diverse tele (Il gentiluomo ubriaco, La carrozzella, I romantici) in cui era molto evidente l'influenza di de Chirico. Il pittore aveva spedito a Milano alcuni suoi quadri (Ettore e Andromaca, Il trovatore, ecc.), ma incredibilmente non furono esposti. La prima mostra della pittura metafisica in Italia avvenne quindi senza la partecipazione del suo maggior esponente, che all'epoca, a differenza di Carrà, era praticamente sconosciuto.
Solo due anni dopo, domenica 2 febbraio 1919, presso la galleria di Anton Giulio Bragaglia, a Roma, Giorgio de Chirico inaugurò la sua prima mostra in Italia. L'autopresentazione apparve sul foglio d'arte Cronache d'attualità pubblicato dallo stesso Bragaglia. La recensione di Roberto Longhi apparve ne Il Tempo del 22 febbraio in un articolo dal titolo Al dio ortopedico.
La pittura metafisica crebbe quindi in Italia, a Ferrara in particolare, a partire dal 1916. Fu una novità rispetto alla pittura delle avanguardie e dei futuristi, anche per il ritorno dei soggetti classici che ricordavano l'antichità greca e romana ed i temi del risorgimento nazionale. La parola "metafisica" raffigura l'inconscio e il sogno, il surreale. Come nel sogno i paesaggi appaiono realistici, ma assemblati confusamente: una piazza non è necessariamente accanto a un campo di fiori.
I caratteri fondamentali della pittura Metafisica sono:
- La prospettiva del quadro è costruita secondo molteplici punti di fuga incongruenti tra loro (l'occhio è costretto a ricercare l'ordine di disposizione delle immagini);
- Assenza di personaggi umani quindi solitudine: vengono rappresentati manichini, statue, ombre e personaggi mitologici;
- Campiture di colore piatte e uniformi;
- Scene che si svolgono al di fuori del tempo;
- Le ombre sono troppo lunghe rispetto agli orari del giorno rappresentato.

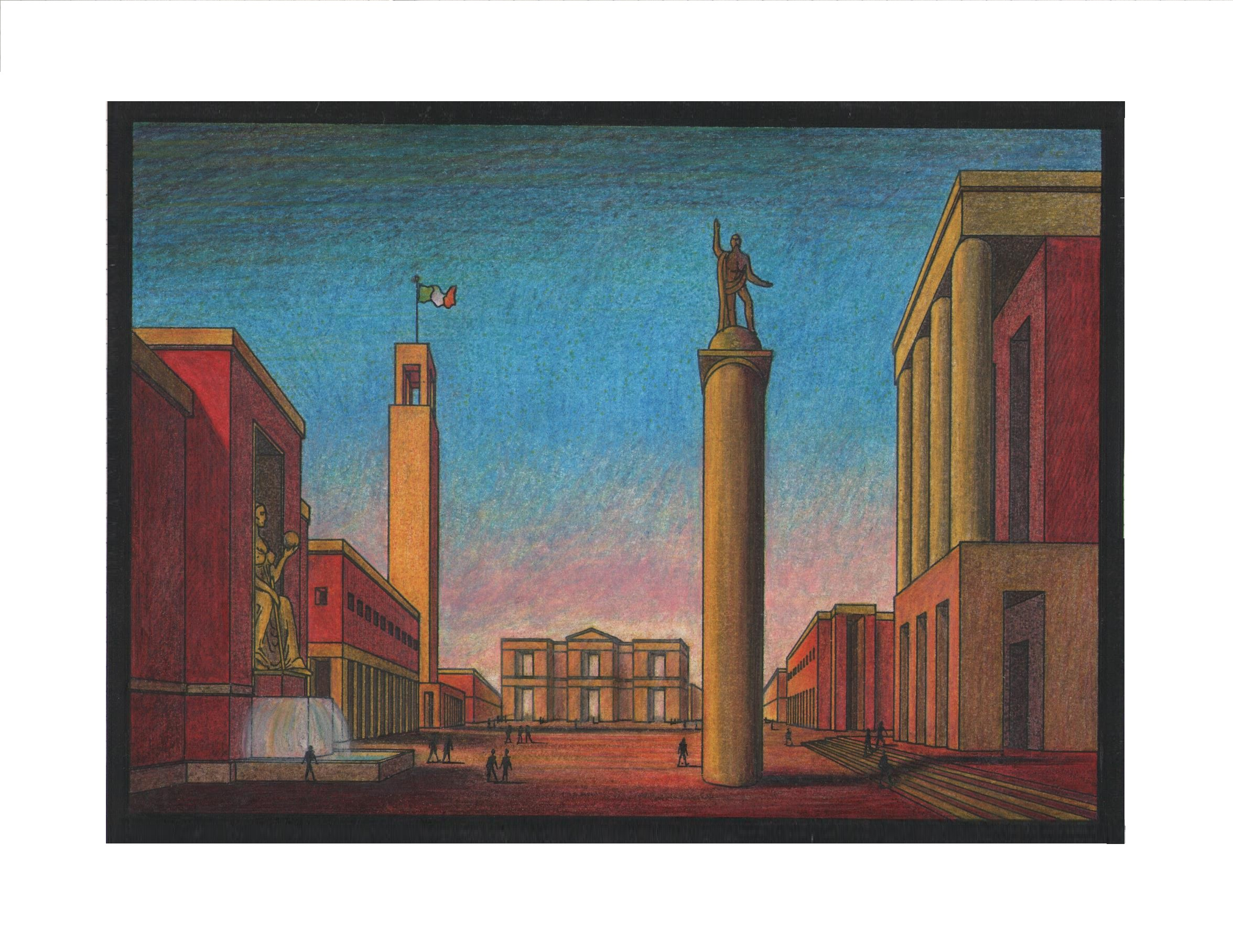
Arnaldo Dell'Ira
Piazza d'Italia, 1934

Gli autori più importanti del movimento sono stati:
- Giorgio de Chirico;
- Alberto Savinio (Andrea de Chirico, fratello di Giorgio de Chirico);
- Carlo Carrà (in passato futurista);
- Filippo de Pisis;
- Giorgio Morandi.

La corrente metafisica fu di fondamentale importanza per molti artisti del Surrealismo.
I quadri metafisici spesso ritraggono piazze Italiane considerate misteriose e romantiche: i personaggi presenti in queste piazze sono spesso statue greche o manichini. Nelle opere tutta l'attenzione va alla scena descritta, una scena immobile senza tempo (come un sogno), spesso un luogo silenzioso e misterioso, un palcoscenico teatrale senza emozioni.
Tra le due guerre in Italia si ebbero numerose volgarizzazioni architettoniche della poetica metafisica delle Piazze d'Italia, la cui atmosfera atemporale appariva congeniale alle esigenze propagandistiche dell'epoca. Piazze di sapore metafisico furono costruite nei centri storici, come a Brescia o a Varese, oppure in città di nuova fondazione, come quelle dell'Agro Pontino (Sabaudia, Aprilia), per culminare nello spettacolare impianto rimasto incompiuto dell'E42.
La pittura metafisica fu ripresa anche da alcuni autori greci, compatrioti di De Chirico. Tra i maggiori si possono ricordare:
- Nikos Engonopoulos
- Nikos Hadjikyriakos-Ghikas
- Konstantinos Parthenis